# Метростроевский
Метростроевский — посёлок в Венёвском районе Тульской области России.
В рамках административно-территориального устройства является центром Метростроевского сельского округа Венёвского района, в рамках организации местного самоуправления является административным центром Центрального сельского поселения.

## География
Расположен в 44 км к северо-востоку от Тулы и в 7 км к северо-западу от райцентра города Венёв.

## Население
| 2002 | 2010  |
| ---- | ----- |
| 1228 | ↗1269 |

Население — 1269 чел. (2010).

## Инфраструктура
До посёлка доходит асфальтированная дорога местного значения, существуют автобусные маршруты, работают магазины. Название посёлку дала деятельность ГУП «Веневское карьероуправление» (работающего с 1929 года), выпускающего известковую муку, дроблёный известняк, и известковый щебень, которые идут на отделку Московского метрополитена. Кроме того, продукция отправляется на строительство дорог, сооружений, а также для очистки и фильтрации питьевой воды в Москве. В посёлке работает МУЗ «Гурьевская участковая больница».